# Ivan Klíma
  Ivan Klíma    (Praga, 14 de setembre de 1931) escriptor i dramaturg txec traduït a 29 llengües

## Biografia
El seu pare Vilèm era enginyer elèctric i inventor, la seva mare Marta treballava de secretària i parlava cinc idiomes. Ivan batejat protestant, no va saber que els seus pares eren jueus fins a l'arribada de Hitler i l'ocupació nazi de Bohèmia-Moràvia l'any 1938.
Amb tota la família va passar quasi quatre anys de la seva infantesa al camp de concentració de Theresienstadt, a Bohèmia; aquesta experiència la va descriure en el seu primer escrit publicat l'any 1945.
Va estudiar Literatura a la Universitat de Praga.
Casat el 1958 amb Helena Klimova, té un fill Michal, i una filla Hana.

## Carrera literària i problemes polítics
Com a escriptor ha conreat una gran varietat de formes i estils :novel·la, assaig, teatre, guions per pel·lícules de dibuixos animats,i biografia. El seu primer llibre (1960) "Mezi tremi hranicemi" - Entre tres fronteres"- va ser una obra de no ficció sobre Eslovàquia.
Es pot considerar com a l'escriptor de Praga, no lluny de Franz Kafka i Jaroslav Hasek.
Durant els anys 60 va escriure guions per pel·lícules de dibuixos animats i va ser editor de la prestigiosa revista literària "Litérarní Noviny".
Sospitós de ser dissident del règim comunista la seva obra va ser prohibida a Txecoslovàquia durant 20 anys, i fins al 1989 any de la Revolució de Vellut, les seves obres només van publicar-se a l'estranger. Per subsistir, Klíma entre altres oficis va fer de missatger, conductor d'ambulàncies i contrabandista de llibres prohibits per règim comunista.
President del Pen Club Txec (1989-1993)
És el biograf de Karel Capek (1890-1938) un dels escriptors txecs més importants del segle xx.
Ha estat professor de la Universitat de Michigan (Ann Harbor) (1969-70) i de la Universitat de Califòrnia (Berkeley) (1998).

## Presència a Catalunya
El 10 de març de 2008 va pronunciar una conferència al CCCB, presentat per l'editor Jaume Vallcorba, amb el títol de "La condició humana. La paraula", i on posteriorment va mantenir-hi una conversa amb l'escriptor Sergi Pàmies.
Klíma té dues obres traduïdes al català: L'esperit de Praga i Amor i Brossa.

## Premis i honors
Ha rebut el Premi Franz Kafka de Literatura (2002) per la seva "lluita per la democràcia, la tolerància i l'humanisme"., i el premi Magnesia Litera (2010) pel llibre de memòries (Moje ṧilené století), on descriu la seva vida sota dos règims totalitaris; el Nazisme i el Comunisme.
Medalla de la República Txeca pels serveis prestats a l'estranger.

## Obres
- A Ship Named Hope: Two Novels (1970)
- Milostné léto (1979)
- Ma veselá jitra (1985)
- Moje první lásky (1985)
- My Merry Mornings: Stories from Prague (1985)
- Amor i brossa (Láska a smetí) (Traduïda al català)
- My First Loves (1986)
- Soudce z milosti (1986)
- A Summer Affair (1987)
- Milenci na jednu noc (1988)
- My First Loves (1988)
- Už se blíží meče: Eseje, Fejetony, Rozhovory (1990)
- Ministr a anděl (1990)
- Rozhovor v Praze (1990)
- Moje zlatá řemesla (1990)
- Hry: Hra o dvou dějstvích (1991)
- Judge on Trial (1991)
- My Golden Trades (1992)
- Ostrov mrtvých králů (1992)
- Čekání na tmu, čekání na světlo (1993)
- Judge on Trial (1993)
- Waiting for the Dark, Waiting for the Light (1994)
- L'esperit de Praga (1994) (traduïda al català)
- My Golden Trades (1994)
- Milostné rozhovory (1995)
- Waiting for the Dark, Waiting for the Light (1995)
- Jak daleko je slunce (1995)
- The Spirit of Prague: And Other Essays (1995)
- Čekání na tmu, čekání na světlo (1996)
- Poslední stupeň důvěrnosti (1996)
- The Ultimate Intimacy (1997)
- Loď jménem Naděje (1998)
- When I came home(1998)
- Kruh nepřátel českého jazyka: Fejetony (1998)
- O chlapci, který se nestal číslem (1998)
- Fictions and Histories (1998)
- Lovers for a Day (1999)
- No Saints or Angels (Ani svatí, ani andělé)
- Between Security and Insecurity (2000)
- Velký věk chce mít též velké mordy (2001)
- Premiér a anděl (2003)
- Moje šílené století